# راسيل ميلر (مؤلف)
راسيل ميلر (بالإنجليزية: Russell Miller)‏ هو صحفي ومؤلف بريطاني، ولد في 1938 في لندن في المملكة المتحدة.